# Federazione di baseball e softball di Singapore
La Federazione singaporiana di baseball e softball (eng. Singapore Baseball & Softball Association) è un'organizzazione fondata per governare la pratica del baseball e del softball a Singapore.
Organizza il campionato maschile e di softball femminile, e pone sotto la propria egida la nazionale maschile e di softball femminile.